# Keld Helmer-Petersen
Keld Helmer-Petersen, född 23 augusti 1920, död 6 mars 2013, var en dansk fotograf, som rönte internationell uppmärksmhet på 1940- och 1950-talen för sina abstrakta konstfotografier i färg. 
Keld Helmer-Petersen växte upp i Köpenhamn. Han kom i kontakt med fotografi då han 1938 fick en kamera i studentpresent. Som 28-årig gav han ut boken 122 Farvefotografier,  med bilder inspirerade av Albert Renger-Patzsch och den poetiska realismen i rörelsen Neue Sachlichkeit. Detta ledde till ett stipendium under ett års tid 1950 för studier i fotografi för Harry Callahan och Aaron Siskind på Institute of Design på Illinois Instutute of Technology i Chicago i USA. Han arbetade en kort period för Life. Efter att ha återvänt till  Danmark, arbetade han som arkitekturfotograf och undervisade 1964–90 på Kunstakademiets Arkitektskole i Köpenhamn.
Han fick Thorvald Bindesbøll-medaljen 1981.